# ونگ (روستا)
ونگ (به لاتین: Vəng) یک منطقه مسکونی در جمهوری آذربایجان است که در شهرستان اسماعیل‌لی واقع شده‌است. ونگ ۴۰۰ نفر جمعیت دارد.